# Omar Assar
Omar Muhammadi Muhammad Muhammad Assar é um mesatenista Egípcio de empunhadura Clássica. É um dos principais nomes do Tênis de Mesa Africano da atualidade. Competiu nas Olimpíadas de 2012, 2016, 2020 e 2024. Sua melhor posição no Ranking da ITTF foi a de 16°, alcançado pela primeira vez em Janeiro de 2018. Carreira Profissional:
Olimpíadas de 2012:
- Sua primeira participação Olímpica foi em 2012, em Londres. Competiu em duas modalidades: Individual Masculino e Equipe. No Individual perdeu na segunda rodada para Panagiotis Gionis e na competição por equipes perdeu na primeira rodada para a equipe da Áustria.[3]

Olimpíadas de 2016:
- Sua segunda participação foi em 2016, no Rio de Janeiro, competindo somente na modalidade Individual, onde perdeu para Lei Kou, da Ucrânia.

Campeonato Mundial ITTF 2017:
No Campeonato Mundial de 2017, competiu em 3 modalidades: Individual Masculino, Duplas Masculinas e Duplas Mistas.
No Individual Masculino, perdeu na segunda rodada para Wong Chun Ting por (4-2)
Nas Duplas Masculinas jogou em sua dupla com Mohamed Beiali, perdendo na Primeira Rodada para a dupla Brasileira Hugo Calderano e Gustavo Tsuboi
Copa Africana ITTF 2018:
Na copa Africana de 2018, foi o campeão vencendo na final Quadri Aruna, da Nigéria, assim vencendo sua terceira Copa Africana em sua carreira.
Olimpíadas 2020:
Nas Olimpíadas de 2020, fez sua terceira participação Olímpica em Tóquio, fazendo uma grande participação,terminando a competição em quinto lugar, perdendo para Ma Long, nas quartas de final. Também competiu na competição por equipes e duplas mistas.
ITTF World Championship 2023
No Campeonato Mundial de Tênis de Mesa de 2023, Ganhou de Alberto MIno do Equador, Kirill Gerassimenko do Cazaquistão e Truls Moregard da Suécia, alcançando as quartas de finais, perdendo apenas para Fan Zhendong sendo o segundo Africano a conseguir esse feito na história. 
Olimpíadas 2024:

Omar Assar nas Olimpíadas de 2024 e em Paris

Nas Olímpiadas de 2024, em Paris, competiu em duas modalidades: Simples Masculino e Duplas mistas. 
Simples Masculino:
No Simples masculino, alcançou as quartas de Finais, repetindo seu feito das Olimpíadas de 2020 novamente, ganhando de  RAKOTOARIMANANA Fabio, Alberto Mino, Kiril Gerassimenko perdendo nas quartas para Truls Moregard 
Duplas mistas:
Nas duplas mistas perdeu nas Oitavas de Final para a dupla Chinesa Wang Chuqin e Yingsha Sun, se despedindo de Paris